# Ojat
Ojat (russisk: Оять, tr. Ojat) er en flod i Vologda og Leningrad oblast i Rusland og en af bifloderne til Svir fra venstre. Floden er 266 km lang og har et afvandingsområde på 5.220 km². Floden har en middelvandføring på 51,8 m3/s. 
Af bifloder til Ojat kan nævnes Sjapsja.